# El código Da Vinci (película)
El código Da Vinci (título original en inglés: The Da Vinci Code) es una película de misterio y suspenso de 2006 dirigida por Ron Howard, escrita por Akiva Goldsman y basada en la novela homónima de Dan Brown, publicada en 2003. Es la primera película de la serie sobre Robert Langdon y cuenta con la participación de Tom Hanks, Audrey Tautou, Ian McKellen, Alfred Molina, Jürgen Prochnow, Jean Reno y Paul Bettany. En la trama, Robert Langdon, un profesor de simbología religiosa de la Universidad de Harvard, es el principal sospechoso del asesinato macabro y extraño del conservador del Museo del Louvre, Jacques Saunière. Sobre el cadáver, la policía encuentra un inquietante cifrado y comienza una investigación. Langdon escapa con la ayuda de la criptóloga policial Sophie Neveu, y ambos inician una búsqueda del legendario Santo Grial. Sir Leigh Teabing, un reconocido historiador británico del Grial, les revela que el verdadero Santo Grial está explícitamente codificado en el mural de Leonardo da Vinci La última cena. También en busca del Grial se encuentra una secta secreta dentro de Opus Dei, una prelatura real de la Santa Sede, que desea mantener el verdadero Grial en secreto para evitar la destrucción del cristianismo.
La película, al igual que el libro, se consideró controversial. Recibió críticas especialmente severas por parte de la Iglesia Católica debido a la acusación de que esta ha encubierto durante dos mil años la verdadera naturaleza del Santo Grial, además de la idea de que Jesucristo y María Magdalena estuvieron casados y tuvieron una hija. También causó controversia su tratamiento de las organizaciones Priorato de Sión y Opus Dei. Muchos miembros de la Iglesia instaron a los fieles a boicotear la película. En el libro, Brown afirma que el Priorato de Sión y «todas las descripciones de obras de arte, arquitectura, documentos y rituales secretos en esta novela son precisas».
El Código Da Vinci se estrenó como película de apertura del 59.º Festival de Cine de Cannes el 17 de mayo de 2006 y se estrenó en cines en Estados Unidos el 19 de mayo. La película recaudó 224 millones de dólares en su fin de semana de estreno a nivel mundial y un total de 760 millones de dólares en todo el mundo, frente a un presupuesto de 125 millones, convirtiéndose en la segunda película más taquillera de 2006, así como en la película de mayor recaudación de Howard hasta la fecha. Sin embargo, recibió críticas generalmente negativas por parte de los expertos. Le siguieron  dos secuelas: Ángeles y demonios (2009) e Inferno (2016).

## Argumento
En París, Jacques Saunière (Jean-Pierre Marielle) es perseguido a través del museo del Louvre por el monje católico albino llamado Silas (Paul Bettany), quien quiere saber la localización de la «piedra angular» del Priorato de Sion, para encontrar y destruir el Santo Grial. Antes de que Silas le dispare, Saunière confiesa que la piedra angular se guarda en la sacristía de la iglesia de Saint-Sulpice, «debajo de la rosa». Silas se revela trabajando para alguien al que se refiere únicamente como el Maestro, junto a miembros del Opus Dei, dirigidos por el obispo Aringarosa.
En la Universidad Americana de París, Robert Langdon (Tom Hanks), un profesor de Simbología Religiosa experto en símbolos y la divinidad femenina, es convocado al Louvre para ver la escena del crimen. Descubre a Saunière muerto en la posición del hombre de Vitruvio, con un pentáculo dibujado en su torso. El capitán Bezu Fache (Jean Reno) le dice a Langdon que fue llamado para brindar ayuda decodificando un mensaje que Saunière dejó durante los últimos instantes de su vida; dicho mensaje incluye la secuencia de los números de Fibonacci.
Sophie Neveu (Audrey Tautou), criptógrafa de la policía francesa, y nieta de Saunière, entra en el Louvre y le deja a Langdon un mensaje para que la encuentre en el baño. Allí, Sophie le dice que está siendo monitoreado con un botón de localización por GPS que deslizaron en su chaqueta, y que él es el principal sospechoso en el caso de asesinato por una línea del texto que se encuentra junto al cadáver. Sophie, sin embargo, cree que Saunière quería transmitirle un mensaje oculto y que había querido traer a Langdon para que pudiera ayudarla a descifrar el código.
Consiguen tiempo lanzando el dispositivo de rastreo en la parte trasera de un camión, y la pareja comienza a explorar el Louvre, buscando más mensajes codificados en formas de anagramas que Saunière había dejado atrás, muchos de ellos relacionados con el arte de Leonardo da Vinci. La pareja encuentra una llave con una Flor de lis detrás del cuadro La Virgen de las Rocas. Langdon deduce que Saunière fue miembro del Priorato de Sion, una sociedad secreta asociada a la Orden del Temple. En ese momento, Langdon afirma también que existe una conexión con el Santo Grial.
Perseguidos por la policía francesa y separados de la Embajada de Estados Unidos, la pareja escapa al Bois de Boulogne, donde Langdon inspecciona de cerca la llave. Se da cuenta de que hay una inscripción en uno de sus lados, una dirección que los dirige al Banco de Depósitos de Zúrich. En el banco, se encuentran con la caja de seguridad de Saunière y la abren mediante los 10 dígitos en orden de los números de Fibonacci (1123581321). Dentro hay una caja de palo de rosa que contiene un críptex: un recipiente cilíndrico con cinco diales alfabéticos que deben ser puestos en orden correcto para formar una palabra de código de 5 letras, con el fin de abrir y acceder al mensaje escrito en papiro en el interior, sin embargo, en caso de que trataran de forzar el contenedor, se rompería una ampolleta dentro del cilindro, dejando caer vinagre en el mensaje y destruyéndolo.
Por desgracia, la policía es llamada por un guardia de seguridad y se ven obligados a irse. El gerente del banco, André Vernet (Jürgen Prochnow), les ayuda a escapar tomándolos como pasajeros en una camioneta blindada para escapar de los controles de rutina de la policía. Finalmente, llegan a una parada repentina y Vernet les obliga, amenazándolos con una pistola, a darle el críptex. Langdon engaña a Vernet, lo desarma y finalmente escapan con el críptex en sus manos.
Langdon sugiere que visiten a su amigo Leigh Teabing (Ian McKellen), para que los asista en la apertura del críptex. Leigh resulta ser un buscador entusiasta del Santo Grial, quien cree que no se trata realmente de una copa, sino del sarcófago de María Magdalena. También asegura que María estaba embarazada en el momento de la crucifixión de Cristo y por ello el Opus Dei ha estado tratando de destruir el Grial para preservar la credibilidad del Vaticano. Teabing le dice a Sophie que el priorato de Sion se formó para proteger a los descendientes de Jesús. A su vez, se cree que Jacques Saunière era parte de esta sociedad y que Sophie estaba siendo entrenada para unirse a ella. Silas, por su parte, irrumpe en la mansión e intenta robarle el críptex a Teabing, quien usa su bastón para golpearlo y luego amordazarlo. Logran escapar, llevando a su mayordomo, Jean Remy, y a Silas con ellos. El grupo escapa de la mansión primero en una camioneta y luego en el avión privado de Teabing. 
Mediante un mensaje secreto incluido en la caja del críptex llegan a la conclusión errónea de que la clave para abrirlo se encuentra en la Iglesia del Temple, en Londres. Allí Silas es liberado por Remy, quien dice ser El Maestro, tomando a Teabing como rehén y arrojándolo en el maletero de su coche. Langdon y Sophie logran escapar de Remy. Silas se esconde en una casa segura del Opus Dei. Teabing envenena a Remy y envía a la policía tras Silas. Este es fusilado por la policía después de herir accidentalmente al Obispo Aringarosa, quien luego es detenido por Fache por usarlo para cazar a Langdon.
Langdon y Sophie se dirigen, ahora sí, al lugar correcto para descifrar la clave del críptex, la tumba de Isaac Newton (un antiguo Gran Maestre del Priorato), en la Abadía de Westminster. Teabing aparece y se revela a sí mismo como el Maestro, cuyo plan es demostrar que Jesucristo era solo un hombre que se casó con María Magdalena y tuvieron hijos y no una divinidad, con el fin de arruinar al Vaticano por todos los siglos de persecución, opresión y engaño. A punta de pistola, Teabing presiona a Langdon para abrir el críptex, cuya clave más tarde sería revelada aseverando que era "APPLE" (manzana, en inglés). Langdon en secreto abre el críptex y extrae el mensaje antes de destruirlo enfrente de Teabing, quien sería arrestado posteriormente por la policía.
Este último mensaje lleva a Sophie y a Langdon a la Capilla Rosslyn en Escocia. En el interior, descubren un lugar donde podría haber estado el sarcófago de María Magdalena antes de ser removido. Langdon se da cuenta de que la familia de Sophie murió en un accidente automovilístico, pero los medios informaron que ella también murió. Langdon concluye que Saunière no era su abuelo, sino el gran maestre del Priorato de Sion, cuya función era criarla y protegerla ya que ella era «el secreto», «la princesa Sophie», «la heredera», «el final del linaje»... «la última descendiente de Jesucristo y María Magdalena». La guardia de la capilla resulta ser Marie Chauvel Saint Clair, la abuela perdida de Sophie, y viuda de Saunière, por lo tanto este sí que era su abuelo. Ella le revela que la tarea del priorato de Sion era ocultar su identidad para protegerla de posibles amenazas en contra de su vida.
Langdon regresa al hotel en París. Mientras se afeita, se corta y tiene una epifanía cuando su sangre se curva por el fregadero, recordándole la Línea Rosa. Consciente del verdadero significado de la pista del críptex, sigue la línea hasta el Museo del Louvre, descubriendo que el Santo Grial, es decir, el sarcófago de María Magdalena, está escondido bajo su icónica pirámide. Langdon se arrodilla ante él, cual caballero templario, resguardando el secreto.

## Reparto
| - Tom Hanks como Robert Langdon. - Audrey Tautou como Sophie Neveu. - Ian McKellen como Leigh Teabing. - Alfred Molina como Obispo Aringarosa. - Jürgen Prochnow como André Vernet. - Jean Reno como Capitán Bezu Fache. - Paul Bettany como Silas. - Étienne Chicot como Teniente Jérôme Collet. - Jean-Yves Berteloot como Remy Jean. | - Jean-Pierre Marielle como Jacques Saunière. - Charlotte Graham como María Magdalena. - Hugh Mitchell como Silas joven. - Seth Gabel como Michael, el Clérigo. - Marie-Françoise Audollent como Hermana Sandrine. - Rita Davies como Mujer en Rosslyn. - Francesco Carnelutti como El Prefecto. - El autor Dan Brown y su esposa hacen cameos (un primer plano) en la primera escena de firma de libros. - Los autores de La revelación de los templarios, Lynn Picknett y Clive Prince, hacen una breve aparición como pasajeros en un autobús. |

## Producción

### Desarrollo
Los derechos cinematográficos de la novela fueron adquiridos a Dan Brown por 6 millones de dólares. Bill Paxton fue la primera opción del director Ron Howard para interpretar a Robert Langdon, pero tuvo que rechazar el papel porque estaba comenzando las grabaciones de la serie de televisión Big Love. Howard también se acercó a Ricky Gervais para el papel de Remy Jean, pero este lo rechazó por temor a arruinar la película. Akiva Goldsman escribió el guion de la película; anteriormente, Goldsman había trabajado con Howard en Una mente brillante (2001) y Cinderella Man (2005).

### Rodaje
El rodaje estaba programado para comenzar en mayo de 2005; sin embargo, algunos retrasos hicieron que iniciara el 30 de junio de 2005. Muchas de las escenas interiores se filmaron en los Pinewood Studios. La secuencia de apertura se grabó en el imponente escenario 007 de Pinewood Shepperton, donde se recreó el interior del Museo del Louvre. En esta escena, el personaje de Tom Hanks es llevado por la policía francesa al Louvre, donde se ha descubierto un cadáver. David White, de la compañía Altered States FX, especializada en prótesis y efectos especiales de maquillaje, fue el encargado de crear un cuerpo desnudo de silicona con apariencia fotorealista para la escena. Se utilizaron efectos de iluminación para ocultar las partes genitales del cuerpo, una técnica también empleada en programas de televisión como NCIS.
El avanzado escenario submarino de Pinewood se utilizó para las escenas bajo el agua. Este escenario, inaugurado en 2005 tras cuatro años de planificación y desarrollo, cuenta con un sistema de filtrado de agua mediante luz ultravioleta, lo que garantiza agua cristalina, y se mantiene a una temperatura de 30 °C para proporcionar un entorno cómodo tanto para el elenco como para el equipo técnico.En cuanto a las escenas de flagelación desnuda de Paul Bettany, se filmaron versiones alternativas en las que lleva un taparrabos negro. Clips de estas versiones se incluyeron en el documental Opus Dei Unveiled del History Channel, transmitido en el verano de 2006.

### Ubicación
El Louvre autorizó la filmación de las escenas pertinentes en sus instalaciones. El equipo de producción utilizó una réplica de la Mona Lisa durante el rodaje, ya que no se les permitió iluminar la obra original con su equipo de iluminación. Durante la filmación en las instalaciones del Louvre, la sala de la Mona Lisa funcionó como almacén. La Abadía de Westminster y la iglesia de Saint-Sulpice no autorizaron el uso de sus instalaciones. Por esta razón, las escenas de la Abadía de Westminster se filmaron en las catedrales de Lincoln y Winchester, que pertenecen a la Iglesia de Inglaterra. La Abadía de Westminster es una Capilla Real, es decir, una iglesia o capilla bajo la jurisdicción directa del monarca, mientras que Saint-Sulpice es una institución católica romana.
Debido a la negativa del permiso para filmar en Saint-Sulpice, la compañía de posproducción Rainmaker U.K. tuvo que recrear la escena completa de manera virtual. Aunque ya se había construido parte del set, las coordenadas diferían por centímetros de lo que los especialistas en efectos visuales esperaban, lo que complicó considerablemente el proceso de finalización.
La Catedral de Lincoln recibió aproximadamente 100 000 libras esterlinas a cambio del permiso para filmar en sus instalaciones. El rodaje se realizó del 15 al 19 de agosto de 2005, principalmente en los claustros de la catedral. Por primera vez desde la Segunda Guerra Mundial, la campana de la catedral, que marca las horas, permaneció en silencio durante este período. A pesar de que el set permaneció cerrado, un grupo de manifestantes liderado por una mujer de 61 años, la Hermana Mary Michael, protestó contra la filmación. La religiosa pasó 12 horas rezando de rodillas frente a la catedral en protesta por lo que consideraba un uso blasfemo de un lugar sagrado para filmar una obra que, según ella, contenía herejías.
La Catedral de Winchester respondió a las críticas al utilizar sus honorarios por la filmación para financiar una exposición, una serie de conferencias y una campaña para desacreditar el libro. Las escenas de la residencia de verano del Papa, Castel Gandolfo, se filmaron en el Castillo de Belvoir en Leicestershire, Inglaterra. El aeropuerto de Shoreham en West Sussex, Inglaterra, sirvió como locación para la filmación. Su terminal de estilo art déco se utilizó en una filmación nocturna para las escenas del Aeropuerto de Le Bourget.
La filmación también se realizó en otros lugares del Reino Unido. Las locaciones incluyeron el campus del King's College de Londres, el Fairfield Halls en Croydon, la Iglesia del Temple en Londres, la Casa Burghley en Lincolnshire, y tanto la Capilla como el Castillo de Rosslyn en Midlothian, Escocia, que aparecen en la parte final de la película.

### Música
Hans Zimmer compuso la banda sonora de la película y se lanzo el 9 de mayo de 2006. Este trabajo le valió una nominación al Globo de Oro en 2007 por Mejor Banda Sonora Original. Una de las piezas más destacadas es «Chevaliers de Sangreal», que se ha convertido en una de las composiciones más emblemáticas de Zimmer. Esta pieza se caracteriza por su crescendo emocional y se utiliza en momentos clave de la película para intensificar la narrativa. La banda sonora se grabó en los estudios Abbey Road y AIR Studios en Londres, y contó con la participación de músicos destacados como el violinista Thomas Bowes y la soprano Hila Plitmann. El director Ron Howard elogió el trabajo de Zimmer, al declararlo como «poderoso, fresco y maravillosamente efectivo». La música de la cinta ha sido interpretada en numerosos conciertos y ha influido en la cultura popular, apareciendo en diversos medios y siendo versionada por diferentes artistas, además de ser considerada en multiples ocasiones como parte de las mejores composiciones del artista. Su combinación de elementos corales y orquestales crea una atmósfera que complementa la temática mística y enigmática de la película.

## Estreno
El código Da Vinci tuvo su estreno mundial en el Festival de Cine de Cannes el 17 de mayo de 2006. Según Associated Press, la película recibió reacciones negativas por parte de los críticos en el festival. Una línea pronunciada por Tom Hanks «provocó risas prolongadas y algunos abucheos», y cerca del final de la proyección «se escucharon algunos silbidos y abucheos, sin recibir siquiera los aplausos dispersos que a veces obtienen las malas películas en Cannes».La película enfrentó censuras y prohibiciones en varios países debido a su contenido polémico. Por ejemplo, en Egipto, tanto el libro como la película fueron prohibidos por considerarse un ataque a la Iglesia Católica. En India, la película se prohibió prohibida en varias regiones, aunque posteriormente algunas prohibiciones fueron revocadas.

### Mercadotecnia
El avance promocional de la película se lanzó en mayo de 2005, un año antes de su estreno mundial y antes del inicio del rodaje.La campaña publicitaria se distinguió por su enfoque en el «marketing del misterio», generando expectación y polémica sin recurrir a una promoción masiva. Con un presupuesto de 40 millones de dólares para el mercado estadounidense, la estrategia se centró en mantener un clima de intriga y controversia, similar al éxito del libro en el que se basa la película. La película se benefició de la controversia generada por su contenido, que fue considerado ofensivo por algunos grupos religiosos. La productora Sony optó por no responder a las críticas, lo que aumentó la curiosidad y el debate público en torno al filme. Se realizó una promoción cruzada con el programa The Amazing Race 9, donde un equipo ganó un viaje al estreno de la película en Hollywood, California. Sin embargo, debido a conflictos de agenda después de la transmisión del episodio final de la temporada, el equipo no pudo asistir al estreno de la película, que se había trasladado de Hollywood al Festival de Cannes.

## Recepción

### Crítica
En el sitio web agregador de reseñas Rotten Tomatoes, solo el 25% de las críticas de 231 especialistas son positivas, con una calificación promedio de 4.8/10. El consenso del sitio indica: «Lo que convierte a la novela de Dan Brown en un éxito de ventas evidentemente no está presente en esta adaptación cinematográfica aburrida y sobrecargada de El Código Da Vinci». Por su parte, Metacritic, que utiliza un promedio ponderado, asignó a la película una puntuación de 46 sobre 100, basada en 40 críticos, lo que indica reseñas «mixtas o promedio». El público encuestado por CinemaScore otorgó a la película una calificación promedio de «B+» en una escala de A+ a F.
La película tuvo una mala recepción en el Festival de Cine de Cannes, donde se estrenó. El crítico de cine estadounidense Michael Medved le dio una crítica negativa, calificándola como un ataque a la religión. Anthony Lane, de The New Yorker, abordó las preocupaciones de los católicos en su reseña, al afirmar que la película «es una tontería evidente y desalentadora que no podría hacer que un solo miembro del rebaño se apartara de la fe». En su Guía de Películas, Leonard Maltin calificó el filme como «una decepción en todos los aspectos». El director Howard señaló que las críticas abrumadoramente negativas le resultaron «frustrantes».
Por otro lado, Roger Ebert del Chicago Sun-Times (quien había criticado muy negativamente la novela) otorgó a la película tres de cuatro estrellas, al escribir: «La película funciona; es cautivadora, intrigante y constantemente parece estar al borde de revelaciones sorprendentes». Sobre la trama, también comentó: «Sí, la trama es absurda, pero la mayoría de las tramas de las películas lo son. Es lo que pagamos por ver». Aunque muchos críticos dieron reseñas mixtas o negativas de la película, elogiaron las actuaciones de McKellen y Bettany. En el episodio «Las peores películas de 2006» del programa de televisión Ebert & Roeper (13 de enero de 2007), el crítico invitado Michael Phillips (en sustitución de Roger Ebert, quien se encontraba en recuperación) ubicó la película en el número 2. La película recibió una nominación al premio Razzie para Ron Howard como Peor Director, pero perdió ante M. Night Shyamalan por Lady in the Water.

### Comercial
La película recaudó aproximadamente 31 millones de dólares en taquilla el día de su estreno, con un promedio de 7 764 dólares por pantalla. Durante su primer fin de semana, los espectadores gastaron cerca de 77 millones de dólares en Estados Unidos y Canadá, y 224 millones a nivel mundial. El Código Da Vinci representa el mejor estreno en Estados Unidos y Canadá tanto para Tom Hanks como para Ron Howard.
También disfrutó del tercer mejor fin de semana de estreno de ese año (después de Piratas del Caribe: El Cofre del Hombre Muerto y X-Men: La Batalla Final, y el segundo mejor fin de semana de estreno mundial de la historia, solo detrás de Star Wars: Episodio III - La venganza de los Sith (2005)). Este acontecimiento llevó a algunos críticos, particularmente en el Reino Unido, a plantear el concepto de «película a prueba de críticos».
La película ocupó el primer lugar en la taquilla de América del Norte durante su primera semana, con una recaudación superior a 111 millones de dólares. Alcanzó el quinto lugar en recaudación de 2006 en Estados Unidos y Canadá, y generó 758 millones de dólares a nivel mundial en ese año, la segunda más alta de 2006. Su total mundial la convirtió en la más taquillera de la franquicia. También superó el récord de 12 años de Forrest Gump como la película más taquillera de la carrera de Tom Hanks, hasta que le superó Toy Story 3 en 2010. Sin embargo, sigue siendo hasta hoy la película de acción real más taquillera de Hanks. El 20 de junio del 2006 se convirtió en la segunda película de 2006 en superar la marca de los 200 millones de dólares en América del Norte.

### Censura
La película enfrentó prohibiciones en diversos países por motivos religiosos. Las autoridades de Siria, Bielorrusia y Líbano vetaron su exhibición. En Jordania, la prohibición se justificó al argumentar que la película «empañaba la memoria de figuras cristianas e islámicas y contradecía las verdades escritas en la Biblia y el Corán sobre Jesús». De manera similar, en Irán la película no pudo exhibirse debido a las protestas conjuntas de musulmanes y minorías cristianas.

#### China
A pesar de que El código Da Vinci fue aprobada por los censores chinos, se retiró abruptamente de la vista del público por las autoridades en la China continental, después de "una carrera notable en China, ganando en total más de 13 millones de dólares", debido a las protestas de los grupos católicos chinos.

#### Egipto
Tanto el libro como la película fueron prohibidos en Egipto debido a la presión de los cristianos coptos. Algunos musulmanes compararon la película con los dibujos daneses que habían causado una controversia a principios de ese año. Hafez Abu Seada, de la Organización Egipcia de Derechos Humanos, declaró: "Esto viola la libertad de pensamiento y de creencias... Esta es la ficción. Es el arte y debe ser considerado como el arte".

#### India
En India, la película fue prohibida en las zonas de Punjab, Goa, Nagaland, Meghalaya, Maharashtra, Tamil Nadu y Andhra Pradesh. El Tribunal Superior de Andhra Pradesh posteriormente rechazó la orden del gobierno del estado que prohibía la proyección de la película en su territorio. La Junta de Censura de la India, sin embargo, había aclarado que la película sería estrenada el viernes 2 de junio de 2006. El Tribunal Supremo de la India también rechazó peticiones solicitando la prohibición de la película, diciendo que en lo que sugiere que Jesús estaba casado, es ficticia y no ofensivo.

#### Jordania
La película fue prohibida en Jordania, donde las autoridades dijeron que la película "empaña la memoria de los cristianos y las figuras islámicas, además de que contradice la verdad como está escrita en la Biblia y el Corán acerca de Jesús".

#### Líbano
La película fue prohibida además en el Líbano.

#### Pakistán
Pakistán prohibió El código Da Vinci por mostrar lo que las autoridades calificaron como "material blasfemo sobre Jesús". Grupos cristianos, junto con el Muttahida Majlis-e-Amal, realizaron protestas contra la película pidiendo una prohibición global.

#### Filipinas
La Alianza de Filipinas contra la Pornografía (PAAP, por sus siglas en inglés) hizo un llamamiento a la presidenta de Filipinas Gloria Macapagal-Arroyo para detener la proyección de El código Da Vinci en Filipinas. También solicitaron la ayuda de otros líderes religiosos, como el Papa Benedicto XVI y la Conferencia de Obispos Católicos de Filipinas (CBCP), con el mismo fin.
Sin embargo, Cecile Guidote Álvarez, Consejero Presidencial de la Cultura y las Artes Filipina, dijo que el gobierno de Filipinas no interferiría en la controversia sobre la película y dejó la decisión a la Junta de Revisión y Clasificación de Películas y Televisión (MTRCB, por sus siglas en inglés). Con el tiempo, MTRCB decidió dejar a El código Da Vinci bajo una calificación R-18 (restringida a personas menores de 18 años).

#### Samoa
La película fue prohibida directamente en el Estado Independiente de Samoa después de que los líderes de la iglesia vieran una muestra previa al lanzamiento, donde se presentó una denuncia ante los censores de cine.

#### Singapur
En Singapur, la Autoridad de Desarrollo de Medios aprobó la versión no editada de la película, aunque con una calificación NC-16, una restricción para los niños menores de 16 años.

#### Islas Salomón
El primer ministro de las Islas Salomón, Manasseh Sogavare, dijo que iba a tratar de que la película fuera prohibida en su país, ya que podría poner en peligro la fe cristiana predominante en las Islas Salomón:
Profesamos la religión cristiana en el país, y la película representa algunos pensamientos acerca de esta persona llamada Jesucristo que los cristianos adoran como un buen hombre, pero que es el propio Dios, y una película de este tipo, básicamente, socava las raíces del cristianismo en las Islas Salomón.

#### Sri Lanka
Sri Lanka es también uno de los países que prohibieron que la película fuera estrenada. La cinta fue prohibida por orden presidencial de Mahinda Rajapaksa.

#### Tailandia
Varios grupos cristianos de Tailandia, país de mayoría budista, protestaron contra la película y pidieron su prohibición. El 16 de mayo de 2006, el Comité de Censura tailandés emitió un fallo sobre que la película iba a ser mostrada, pero que sería cortada en los últimos 10 minutos. Además, algunos subtítulos en Thai debían ser editados para cambiar su significado y los pasajes de la Biblia que también se citan al principio y al final de la película.
Sin embargo, al día siguiente, Sony Pictures apeló el fallo, diciendo que se retiraría la película si la decisión de cortarla no se retiraba. El panel de la censura tuvo un voto 6-5 sobre si la película podría ser mostrada sin cortar, pero eso sería un descargo de responsabilidades que preceden y siguen a la película, diciendo que era una obra de ficción.

### Protestas y otras reacciones

#### Santa Sede
La Santa Sede, en una conferencia el 28 de abril de 2006, el secretario de la Congregación para la Doctrina de la Fe, un departamento de la curia del Vaticano, el arzobispo Angelo Amato llamó específicamente a un boicot de la película; dijo que la cinta estaba "llena de calumnias, ofensas y errores históricos y teológicos".
El cardenal Francis Arinze, en un documental llamado El código Da Vinci: una decepción magistral, instó a acciones legales no especificadas contra los creadores de la película.

#### Opus Dei
Afirmando que no tiene la intención de organizar cualquier boicot, el Opus Dei (la organización católica que es un lugar destacado en la novela y la película) emitió un comunicado el 14 de febrero de 2006, pidiendo a Sony Pictures considerar la pronta edición conductual de la película lanzada para que no contenga referencias que puedan perjudicar a los católicos. La declaración también dijo que el libro de Brown ofrece una imagen "deformada" de la iglesia y que el Opus Dei usaría la oportunidad del lanzamiento de la película para educar acerca de la iglesia.
En la Pascua del 16 de abril de 2006, el Opus Dei publicó una carta abierta por la Oficina de Información japonesa del Opus Dei donde ligeramente proponía a Sony Pictures considerar la inclusión de un descargo de responsabilidades en la adaptación de la película como una "señal de respeto hacia la figura de Jesucristo, la historia de la Iglesia y las creencias religiosas de los espectadores". 
De acuerdo con un comunicado de Manuel Sánchez Hurtado, de la Oficina de Prensa de Roma del Opus Dei, en contraste con la anterior publicación "Código de Conducta" de Sony Corporation, la compañía anunció que la película no incluiría tal declaración.

#### Los obispos católicos de América
Los obispos católicos de Estados Unidos pusieron en marcha un sitio web, JesusDecoded.com, refutando las afirmaciones más importantes de la novela que estaba a punto de ser llevada a la pantalla. Los obispos estaban preocupados acerca de lo que consideraban errores e inexactitudes graves en El código Da Vinci. La película también fue calificada como moralmente ofensiva por la Conferencia de Oficina Episcopal de Cine y Radiodifusión de los Estados Unidos, que denunció la representación tanto de Jesús y su relación con María Magdalena y la de Opus Dei como "profundamente detestable".

#### Perú
En Perú, la Conferencia Episcopal Peruana (CEP) declaró que la película - y el libro - forman parte de un "ataque sistemático a la Iglesia Católica". Por otra parte, el arzobispo de Lima, el cardenal y miembro del Opus Dei, Juan Luis Cipriani Thorne instó a su comunidad a no ver la película: "Si alguien va (a ver la película), están dando dinero a aquellos que hacen daño a la fe, la que no es un problema de la ficción; si la verdad no se respeta, lo que surge podríamos llamarlo terrorismo con guante blanco."

#### NOAH
La Organización Nacional de Albinismo e Hipopigmentación (NOAH) expresó su preocupación por el carácter de Silas al dar a las personas con albinismo un mal nombre. Sin embargo, los realizadores no cambiaron su apariencia.

## Secuela
El guionista Akiva Goldsman, con la ayuda del guionista de Parque Jurásico David Koepp, adaptó Ángeles y demonios (otra novela de Dan Brown, publicada antes de El código Da Vinci) en un guion de cine, que fue también dirigido por Howard. Cronológicamente, el libro tiene lugar antes de El código Da Vinci. Sin embargo, los realizadores la reeditaron como una secuela. Hanks repitió su papel como Langdon en la película, que fue lanzada en mayo de 2009.